# La danzarina

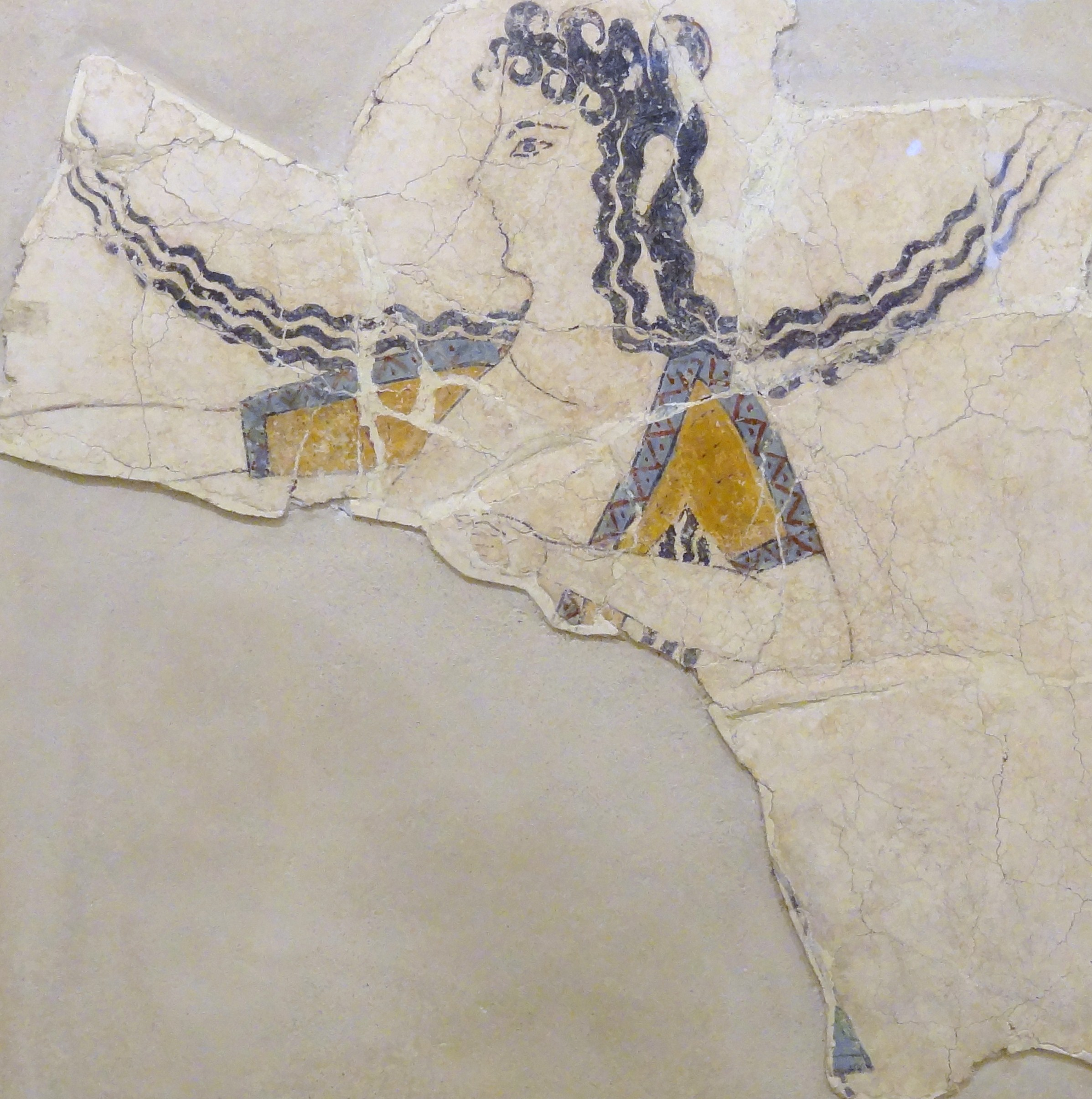
Imagen de la parte conservada de La danzarina. Mide 53 cm de alto y 52 de ancho.

La danzarina es una pintura al fresco hallada en el yacimiento arqueológico del palacio de Cnosos, en la isla de Creta (Grecia). Se fecha aproximadamente en el periodo Minoico Tardío II/IIIA (hacia 1450-1375 a. C.), en la época neopalacial de la civilización minoica. Se conserva en el Museo Arqueológico de Heraclión.
Esta pintura se encontró en la misma estancia en la que se halló otro fresco, conocido como el «Fresco de los delfines». Puesto que el arqueólogo que efectuó las excavaciones, Arthur Evans, asoció ambas pinturas con el género femenino, llamó «Mégaron de la reina» a dicha estancia.
De este fresco se ha conservado solamente la cabeza y el torso de una figura femenina de largas trenzas onduladas, pero sin adornos en el pelo, que viste un corpiño abierto y se desplaza hacia la izquierda. Recibe su nombre de «danzarina» por la representación de su pelo en movimiento, pero también se ha sugerido que quizá no estuviera efectuando una danza, sino que podría tratarse de la epifanía de una diosa que desciende del cielo. Este tipo de epifanías aparece también en representaciones de sellos minoicos.

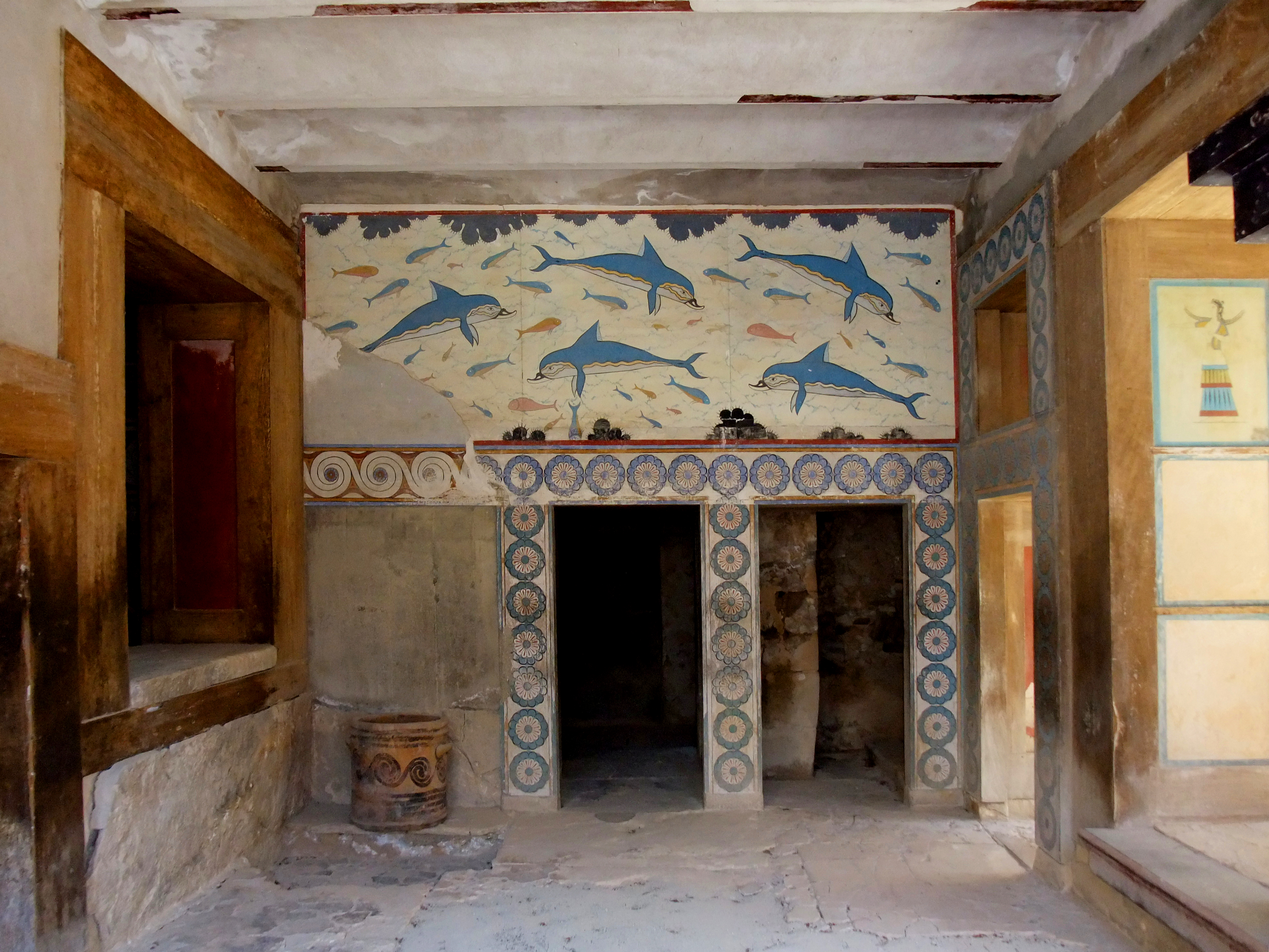
La estancia del palacio de Cnosos conocida como «Mégaron de la reina», donde se han reconstruido hipotéticamente los frescos de los delfines y la danzarina.